# محمود جراشة
محمود جراشة (8 نوفمبر 1945 - 5 مارس 2013) لاعب كمال أجسام أردني. يعتبر من الجيل الثاني المؤسس لرياضة بناء الأجسام في الأردن.  فاز ببطولة الأردن في كمال الأجسام لعشر سنوات متتالية منذ عام 1965 لغاية عام 1975.